# ディズニーファン
ディズニーファン（Disney FAN）は東京ディズニーリゾートやそのほかのディズニーテーマパーク、ディズニー映画などの情報を扱う雑誌。毎月25日発売で、発行は講談社。

## 概要
1990年7月、「1990年夏の号」として創刊。創刊時は季刊で、1991年から隔月刊となる。
1999年3月発売の1999年5月号から月刊化。
東京ディズニーシーの開業直前に発売された2001年10月号では、37ページにわたって東京ディズニーシーの特集記事を組む。さらに東京ディズニーシー開業当日の2001年9月4日には「2001年10月増刊号」として『東京ディズニーシーのすべて』を発売。特に増刊号は発売直後に完売し、本誌史上最高の発行部数を記録した。
2013年5月号より、Newsstandにて電子書籍版の配信を開始した。

## 内容
本誌を発行している講談社は東京ディズニーランドおよび東京ディズニーシーのオフィシャルスポンサーであり、ディズニー関連の本の中ではいち早く情報を伝えることができ、開催前のスペシャルイベントの詳細や発売前のグッズ情報などが満載である。東京ディズニーリゾートに関するページ以外にも、ウォルト・ディズニーなどに関するコラム「ディズニー新世紀」、読者参加ページ「ディズニーファンプラザ」、様々な有名人が東京ディズニーリゾートやディズニーアニメなどの思い出を語る「ディズニーファン・ミーツー」などがある。そのほかにもディズニーグッズのプレゼントコーナーや読者ページ、通信販売のページなどもある。

## その他
基本的に、書店で販売している東京ディズニーリゾートに関連する本は講談社のディズニーファン編集部が責任編集（非公式の本を除く）。
現在発売中の本は
- 東京ディズニーリゾートQ&Aガイドブック
- 東京ディズニーランドQ&Aガイドブック
- 東京ディズニーシーQ&Aガイドブック
- 東京ディズニーランド ファミリーガイドブック
- 東京ディズニーシー ファミリーガイドブック

などがある。

## 関連
- 王様のブランチ - 以前は[いつ?]、テレビ番組「王様のブランチ」（TBS系）とのコラボレーションで、同番組内での「ディズニーナビ」というコーナーが紹介されていた。このコーナーの冒頭では、ディズニーファンの最新号が必ず紹介されていた。
- 柳生すみまろ - 亡くなるまでコラムの連載をしていた。連載をまとめた書籍も出版されている。